# Hélène Rousseaux-Feray

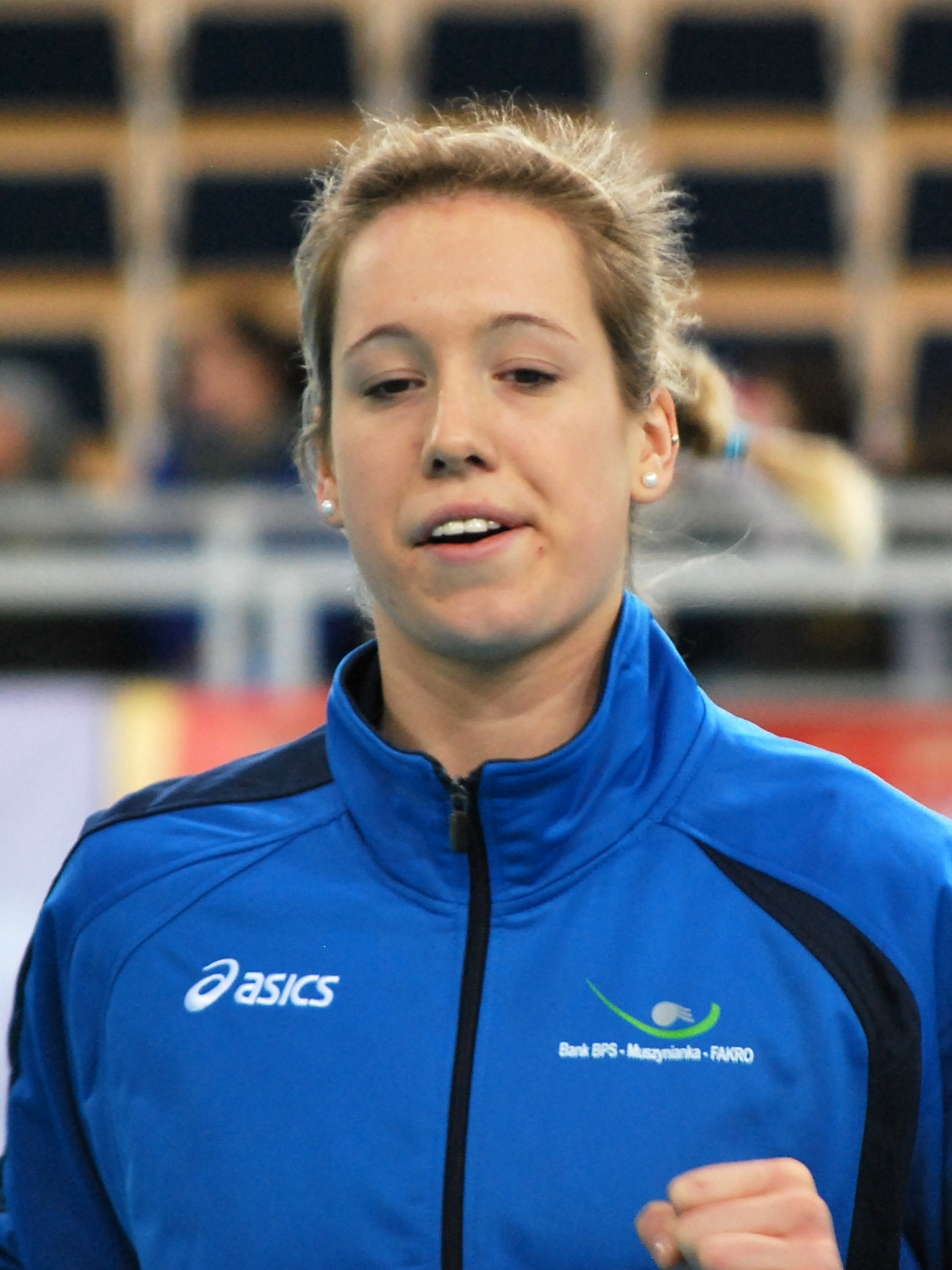
Hélène Rousseaux zawodniczką Banku BPS Muszynianki Fakro Muszyna

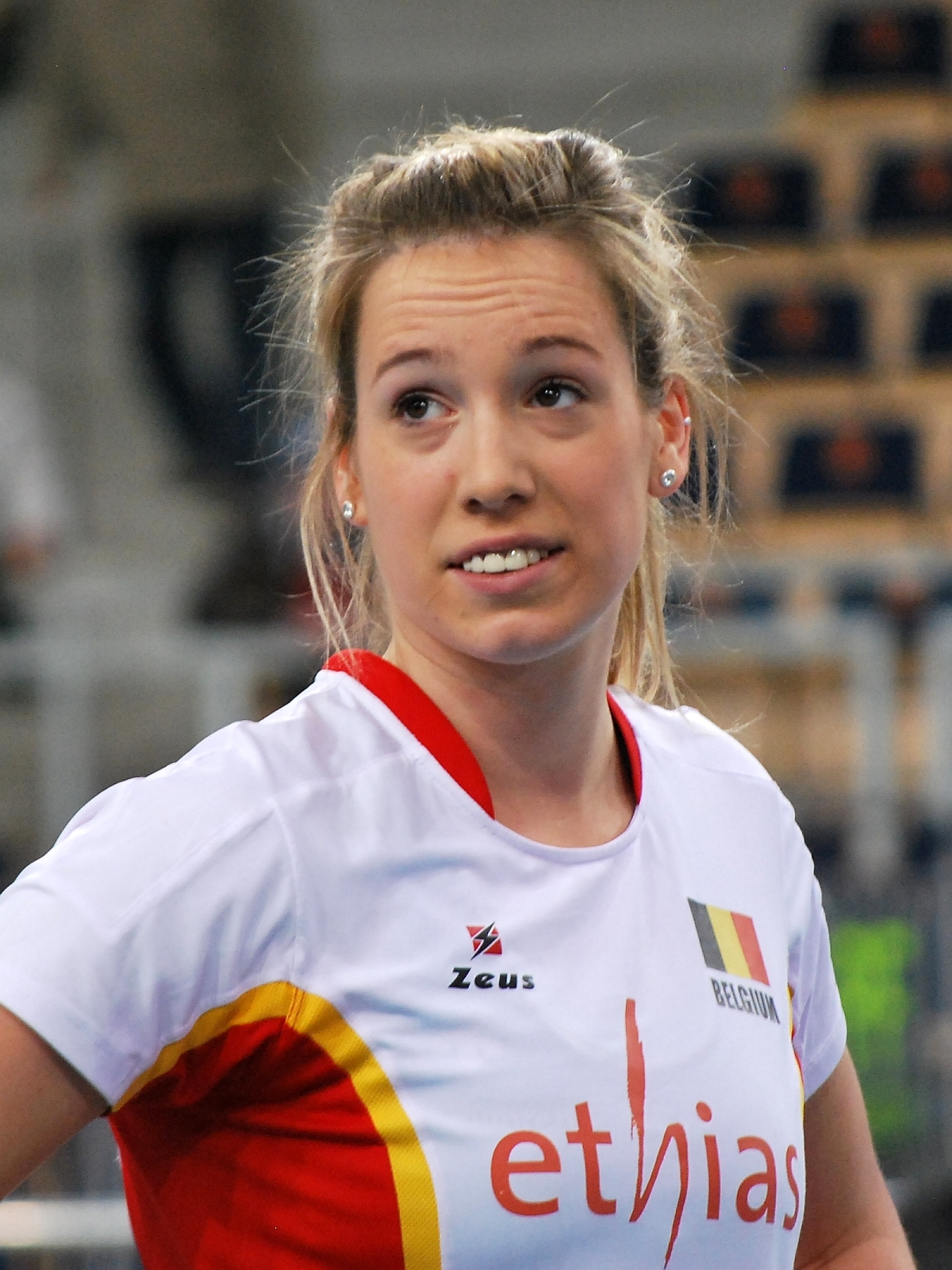
Hélène Rousseaux reprezentantką Belgii w 2014 roku

Hélène Rousseaux-Feray (ur. 25 września 1991 roku w Jette) – belgijska siatkarka, reprezentantka kraju, grająca na pozycji przyjmującej. Brązowa medalistka mistrzostw Europy 2013 rozgrywanych w Niemczech i Szwajcarii.
Jej bracia Tomas i Gilles również uprawiają zawodowo siatkówkę. Obecnie występuje w drużynie GKS Katowice. Ojciec Emile Rousseaux od kilku lat był trenerem Knack Randstad Roeselare.
W sezonie 2011/2012 zawodniczka Budowlanych Łódź. Tuż po przegranym dwumeczu z Atomem Trefl Sopot w ćwierćfinale Mistrzostw Polski Rousseaux rozwiązała swój kontrakt z Budowlanymi. Od sezonu 2017/2018 do 2018/2019 występowała w drużynie KS DevelopRes Rzeszów.
Jej mężem jest turecki trener Faruk Feray Džanković, który jest asystentem trenerów od kilku lat.

## Przebieg kariery
| Lata                      | Klub                                         |
| ------------------------- | -------------------------------------------- |
| 2008–2009                 | VBT Vilvoorde                                |
| 2009–2011                 | Voléro Zurych                                |
| 2011–2012 (do 21.02.2012) | Budowlani Łódź                               |
| 2012–2013                 | Bank BPS Muszynianka Fakro Muszyna           |
| 2013–2015                 | LJ Volley Modena                             |
| 2015–2016 (do 11.01.2016) | Igor Gorgonzola Novara                       |
| 2016 (od 12.01.2016)      | Unedo Yamamay Busto Arsizio                  |
| 2016–2017                 | Beşiktaş JK                                  |
| 2017–2019                 | KS DevelopRes Rzeszów                        |
| 2019–2020                 | Nilüfer Belediyespor                         |
| 2020–2021                 | Hyundai Engineering & Construction Hillstate |
| 2021–2022                 | PTT Spor Kulübü                              |
| 2022–                     | ASPTT Mulhouse                               |

## Sukcesy klubowe
Superpuchar Szwajcarii:
- 2009, 2010

Puchar Szwajcarii:
- 2010, 2011

Liga szwajcarska:
- 2010, 2011

Puchar CEV:
- 2013

Liga polska:
- 2013, 2019

Superpuchar Francji:
- 2022[9]

Liga francuska:
- 2023[10]

## Sukcesy reprezentacyjne
Liga Europejska:
- 2013

Mistrzostwa Europy:
- 2013